# Fliegenhaube

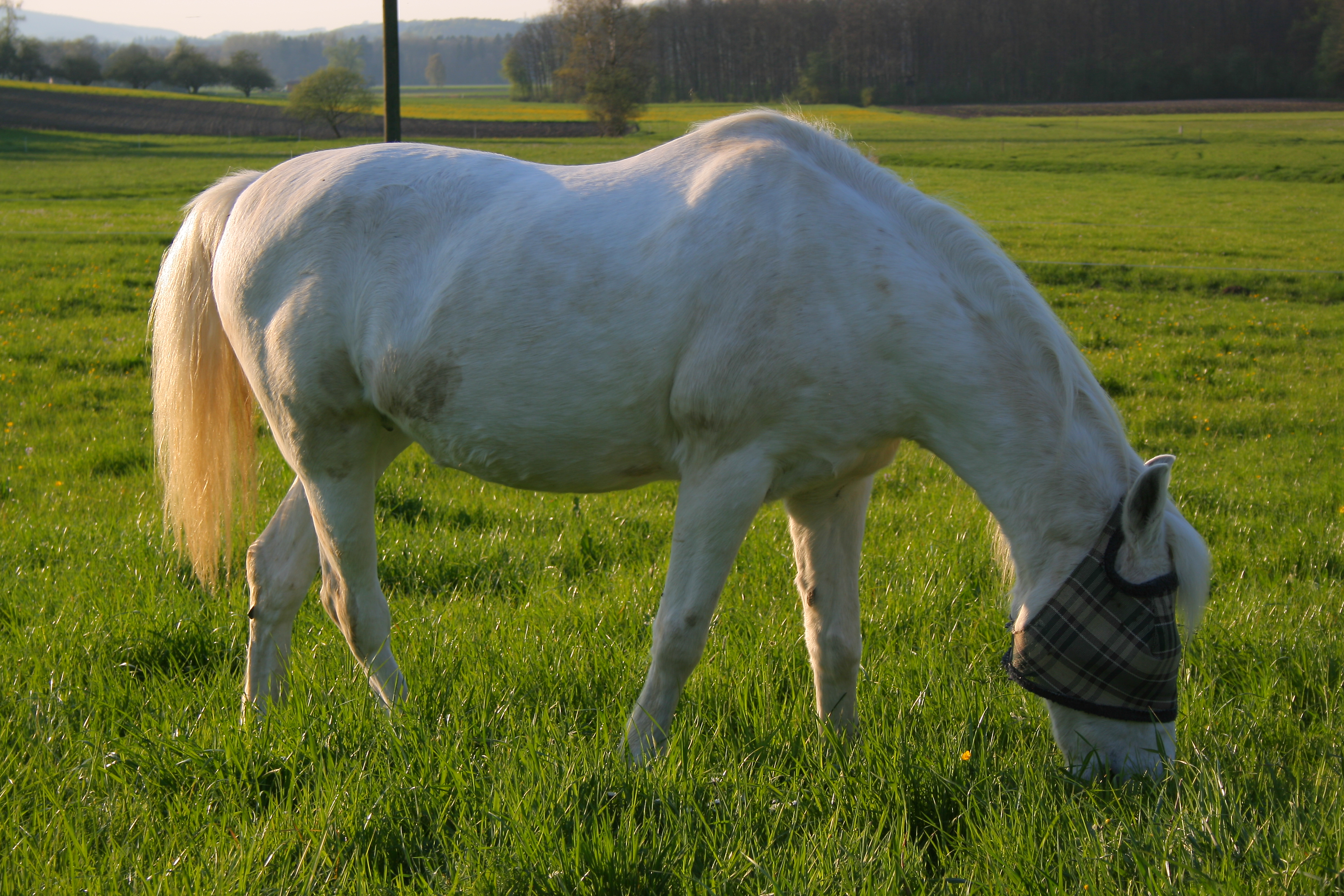
Pferd mit ohrenfreier Fliegenhaube

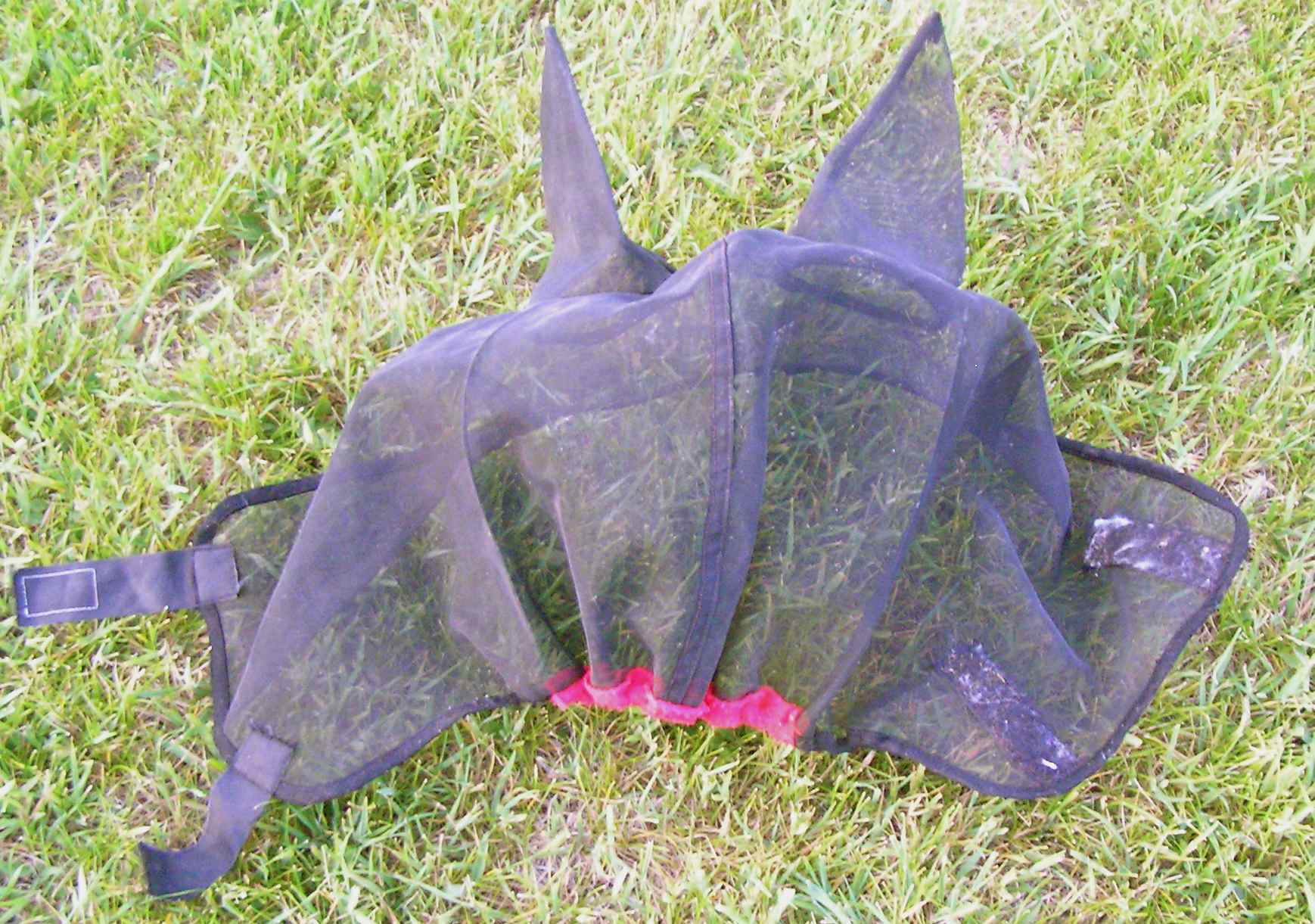
Fliegenhaube mit Ohren

Eine Fliegenhaube ist eine Maske aus engmaschigem Gittergewebe für den Pferdekopf zum Schutz gegen Fliegen. Pferdeaugen sind empfindlich gegenüber Fliegen. Diese können Entzündungen am Auge hervorrufen, so dass das Auge beispielsweise tränt. Pferde können trotz Fliegenmaske sehen. Zusätzlich kann eine Fliegenhaube auch Schutz vor schädlichem UV-Licht bieten. In manchen Gegenden gibt es Insekten, die in die Ohren oder Nüstern kriechen und Headshaking auslösen können. Deshalb bedecken einige Modelle die Ohren, während andere sie frei lassen. Es gibt auch Masken, welche die Nüstern schützen.